# Stanko Parmać
Stanko Parmać, hrvaški admiral, * 23. marec 1913, † 3. marec 1982.

## Življenjepis
Leta 1941 je vstopil v NOVJ in KPJ. Med vojno je bil sprva politični komisar, nato pa poveljnik več enot - nazadnje 19. divizije.
Po vojni je bil namestnik poveljnika JVM, načelnik štaba JVM, direktor Kmetijsko-industrijskega kombinata,...